# Bogsta socken
Bogsta socken i Södermanland ingick i Rönö härad och är sedan 1971 en del av Nyköpings kommun, från 2016 inom Lästringe distrikt.
Socknens areal är 30,41 kvadratkilometer, varav 27,81 land. År 1946 fanns här 289 invånare. Godsen Ökna och Näsby säteri samt sockenkyrkan Bogsta kyrka ligger i socknen.  

## Administrativ historik
Bogsta socken har medeltida ursprung. Den hörde till hertigarna Karl och Karl Filips hertigdöme och lades efter den sistnämndas död till änkedrottning Kristinas livgeding.
Vid kommunreformen 1862 övergick socknens ansvar för de kyrkliga frågorna till Bogsta församling och för de borgerliga frågorna till Bogsta landskommun. Landskommunen inkorporerades 1952 i Tystberga landskommun som 1971 uppgick i Nyköpings kommun. Församlingen uppgick 1980 i Lästringe församling som sedan  2002 uppgick i Tystbergabygdens församling.
1 januari 2016 inrättades distriktet Lästringe, med samma omfattning som Lästringe församling hade 1999/2000 och fick 1992, och vari detta sockenområde ingår.
Socknen har tillhört län, fögderier, tingslag och domsagor enligt vad som beskrivs i artikeln Rönö härad.  De indelta soldaterna tillhörde Södermanlands regemente, Nyköpings kompani. De indelta båtsmännen tillhörde Andra Södermanlands båtsmanskompani.

## Geografi

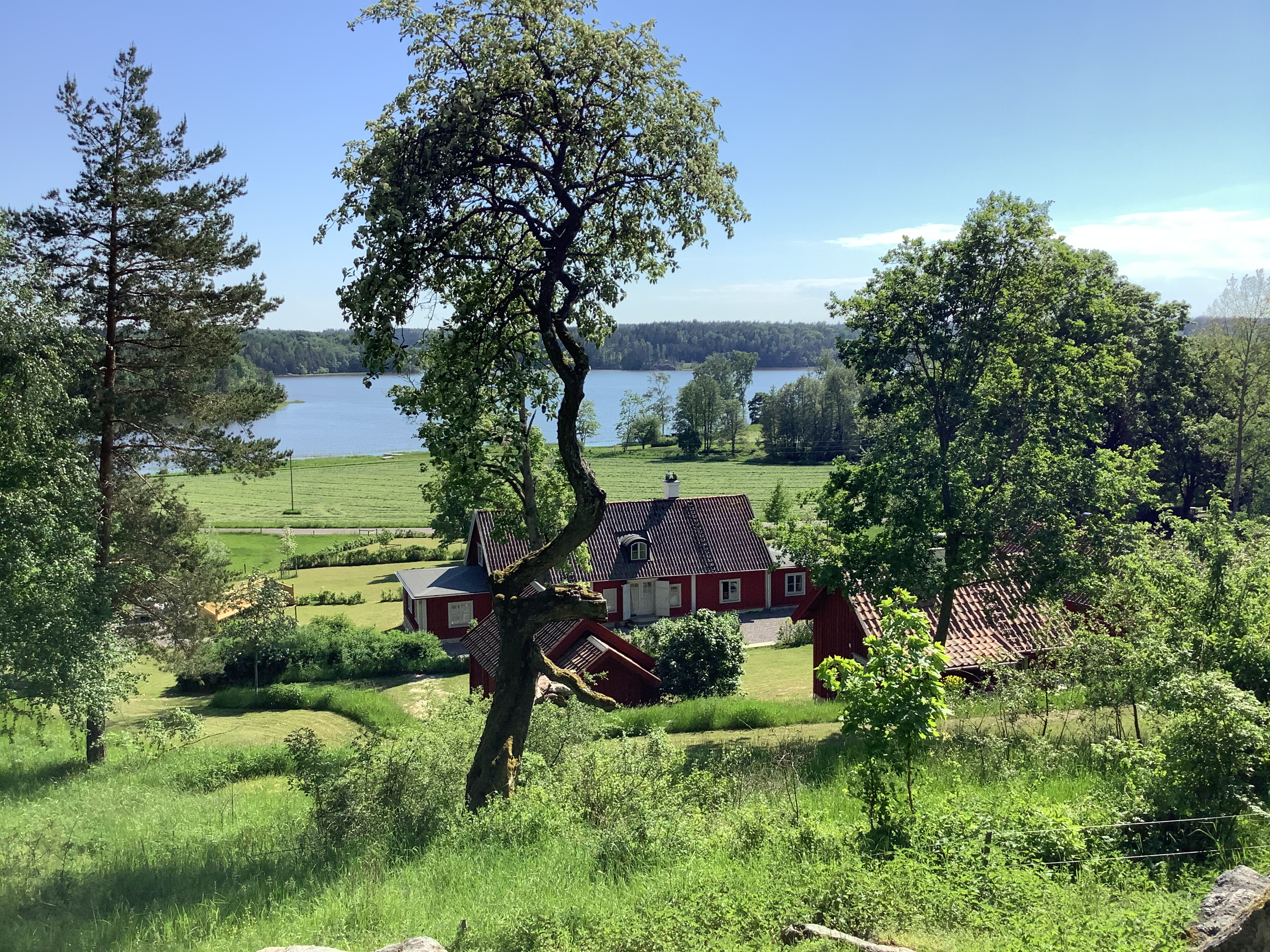
Bogsta prästgård.

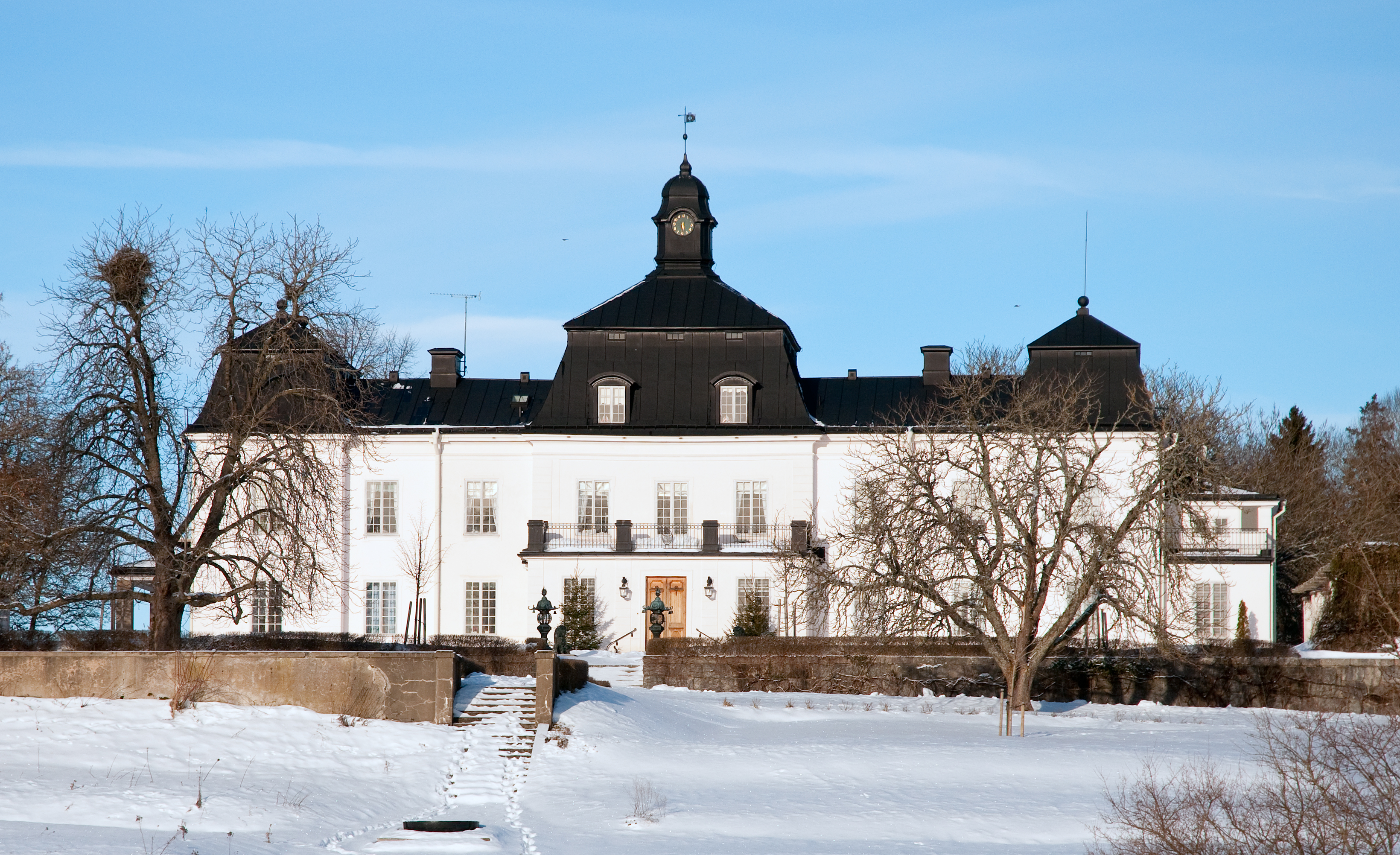
Ökna slott.

Bogsta socken ligger nordost om Nyköping öster om Runnviken. Socknen har kuperad odlingsbygd i norr och kuperad skogsbygd i söder.
Socknen genomkorsas av gamla Riksettan. 
Prästgården till Bogsta kyrka är byggd 1697. 
År 1925  fanns 950 hektar åker och 1826 hektar skogsmark.

### Geografisk avgränsning
Bogsta sockenområde avgränsas historiskt i nordost av Sättersta socken och i sydost av Tystberga socken. Längst i söder ligger ett "tresockenmöte" Bogsta-Tystberga-Svärta. Sydligaste punkten i fråga ligger strax öster om motorvägen E4 cirka 500 meter norr om sjön Holmsjön (46 m ö.h.). Härifrån gränsar socknen i sydväst på en sträcka av cirka 2 km mot Svärta socken. "Tresockenmötet" Bogsta-Svärta-Runtuna ligger strax väster om Rökärret. Därifrån gränsar Bogsta mot Runtuna socken i sydväst på en sträcka av ca 3 km. I Runnviken, utanför Lövsund (i Runtuna) ligger "tresockenmötet" Bogsta-Runtuna-Spelvik. Gränsen mellan Bogsta och Spelviks socken är till sin helhet vattengräns på ett par km i Runnviken. Rakt väster om Ökna säteri ligger mötet Bogsta-Spelvik-Ludgo. Härifrån gränsar Bogsta mot Ludgo socken i nordväst.

## Fornlämningar
Från bronsåldern finns spridda gravrösen. Från samma tid härrör skärvstenshögar. Järnåldern representeras av omkring 15 gravfält. Det finns även tre fornborgar och tre runstenar.

## Namnet
Namnet (1302 Bughastaf) kommer från kyrkbyn. Efterleden är stav med oklar tolkning. Förleden innehåller båge eller ett namn bildat från båge, kanske syftande på viken nedanför kyrkan.